# Severance: Blade of Darkness
Severance: Blade of Darkness é um jogo de ação e aventura desenvolvido pela Rebel Act Studios e publicado pela Codemasters. O jogo foi lançado na América do Norte e na Europa para Microsoft Windows em fevereiro de 2001, recebendo críticas geralmente favoráveis. Uma versão atualizada foi lançada no Steam e GOG em 07 outubro de 2021.

## Sinopse

### Ambientação
Os níveis individuais do jogo têm uma semelhança com diversos ambientes do Oriente Médio, Europa, África e América do Sul sob nomes fictícios ou nomes com ortografia ligeiramente alterada.

### Enredo
O Senhor criou o Caos e o dividiu em duas partes, a Luz e as Trevas. Ele deu a eles vida e pensamento, e assim nasceram o Espírito da Luz e o Príncipe das Trevas. Mas o príncipe mantinha o desejo tácito de suplantar seu pai. Ele aprendeu a linguagem secreta da Criação e tentou criar um novo ser. Mas o recém-nascido não aceitou os comandos do Príncipe das Trevas e, cada vez mais forte, tomou parte de sua própria essência e criou terríveis monstros e demônios. O Senhor e o Espírito de Luz tentaram impedir isso e travaram uma grande guerra. Aos poucos, o ser foi enfraquecido e finalmente derrotado, mas depois disso, o Pai se exauriu e se retirou para as profundezas do Universo.
Os deuses mais jovens, orgulhosos da vitória, completaram as criações de seu pai, dando forma ao Sol, à Lua e à Terra. No entanto, o Príncipe das Trevas tentou corromper as almas da raça jovem do homem, em meio à confusão de uma nova guerra incitada por criaturas das trevas de sua própria criação. A Terra estava em um momento de extremo perigo, então uma das filhas mais novas, Ianna, lançou um poderoso feitiço que expulsou os deuses de sua morada e manteve a Terra fechada para eles. O Espírito da Luz foi até o Sol e de lá protegeu a Terra durante o dia. Ianna foi até a Lua para protegê-la durante a noite. Assim começou o ciclo do Dia e da Noite, e uma nova era de equilíbrio nasceu sobre a Terra. Mas todas as criações dos deuses permaneceram, deixando a humanidade lutando sozinha contra os demônios diabólicos.
A luta continuou por muitos anos até que um jovem herói emergiu para desafiar as Trevas. Ele foi escolhido por Ianna para empunhar a Espada Sagrada e lutar contra o Mal em seu próprio covil. A Escuridão foi derrotada, mas o herói foi mortalmente ferido, e seus amigos o enterraram com sua Espada no Templo de Ianna. Depois disso, eles esconderam quatro joias mágicas, que destrancam sua tumba, onde a espada é guardada.
Mas tudo isso foi há muito tempo. Agora, algo estranho está acontecendo. Os sinais são claros. Criaturas horríveis estão despertando de sua dormência e espalhando terror e destruição. A escuridão voltou e o fim está próximo. É necessário um novo herói, um escolhido que empunhará a Espada e destruirá o Inimigo para sempre.
Este "Blade of Darkness" no título do jogo é, na verdade, a "Espada de Ianna" quando está possuída pelas forças das trevas (como mostrado no vídeo de introdução). Ela é liberada e se torna a Espada de Ianna quando o herói vem e a imbui com as seis runas mágicas.

### Personagens
Severance tem uma premissa de fantasia imediatamente reconhecível com espadas, feitiçaria e coisas do gênero. Possui quatro personagens jogáveis: Tukaram, um bárbaro; Naglfar, um anão; Sargon, um cavaleiro; e Zoe, uma amazona. Cada personagem começa em um mapa diferente, tem diferentes preferências e seleção de armas e tem diferentes pontos fortes e fracos em termos de poder, agilidade e defesa e, o mais importante, diferentes conjuntos de combos ou movimentos.

## Jogabilidade
Os quatro personagens começam sua aventura em locais diferentes, mas eventualmente seguem o mesmo caminho. O objetivo final do jogo é obter a Espada de Ianna, matar o necromante malvado Dal Gurak e então descer ao Abismo para o confronto final com a Criança do Caos. Esta batalha final é acessível apenas para jogadores que coletaram todas as runas dos níveis anteriores que coletivamente fortalecem a espada de Ianna com a bênção da deusa. Para alcançar a espada mágica, os jogadores devem se certificar de que coletaram seis tabuletas rúnicas mágicas bem escondidas antes de entrar na torre de Dal Gurak. As seis runas falam sobre o tempo da criação (semelhante aos antigos mitos zoroastrianos). Além das runas, murais e memoriais também lançam alguma luz sobre os eventos que precedem o enredo principal. As cenas curtas entre os níveis também fornecem uma breve visão do enredo.
Conforme o jogador avança no jogo, pontos de experiência são ganhos, o que permite que eles aumentem de nível e ganhem novos ataques e habilidades especiais que são executados por meio de combinações de botões e teclas de direção, assim como um jogo beat-em-up. Alguns desses ataques especiais são específicos para armas e podem causar grandes quantidades de dano ou atingir vários inimigos ao mesmo tempo. O jogo apresenta um sistema de barra corporal relativamente avançado. Uma vez cortadas, partes do corpo de inimigos podem ser recolhidas e usadas como armas.
O jogo foi lançado com um editor de níveis, que permitia aos fãs criar níveis personalizados e modificações no jogo.

## Desenvolvimento
De acordo com o designer principal Jose Luis Vaello, o conceito inicial de Severance era fazer um jogo que pegasse inspiração de filmes de "espadas e feitiçaria como Conan, o Bárbaro e ... literatura mítica como O Senhor dos Anéis".

## Recepção
Jim Preston analisou a versão para PC do jogo para Next Generation, avaliando-a com quatro estrelas em cinco.
O jogo recebeu uma recepção "geralmente favorável", de acordo com o agregador de análises Metacritic. O jogo foi lançado com uma remessa de 20.000 unidades para varejistas na Espanha e 250.000 no resto da Europa, um recorde para um jogo espanhol. Apesar de Severance atingir vendas globais acima de 300.000 unidades em 2001, e depois ultrapassar 500.000 vendas, saiu abaixo das expectativas da Rebel Act. Não teve sucesso nos Estados Unidos e na Espanha, vendendo abaixo de 20.000 unidades no último país, apesar da grande expectativa.